# Igea Basket Barcellona 2009-2010
L'Igea Basket Barcellona 2009-2010 ha preso parte al campionato di Serie A Dilettanti, con la sponsorizzazione dalla Supermercati Sigma.
La squadra si è classificata al 1º posto della Serie A Dilettanti e ha preso parte ai play-off per la promozione; dopo aver eliminato Sant'Antimo (2-1) e Perugia (2-0), ha battuto in finale promozione la Fulgor Libertas Forlì il 30 maggio 2010.